# 冒険 (テレビドラマ)
『冒険』（ぼうけん）は、東海テレビ制作・フジテレビ系列で、1975年9月1日 - 11月21日に放送された昼ドラマである。

## 概要
放送途中に広島県での放送ネット局が広島テレビ放送からテレビ新広島に変更されている。

## キャスト
- 稲野和子
- 長門裕之

## スタッフ
- 監督：湯浅憲明、松生秀二
- 脚本：石堂淑朗